# Björn Fecker

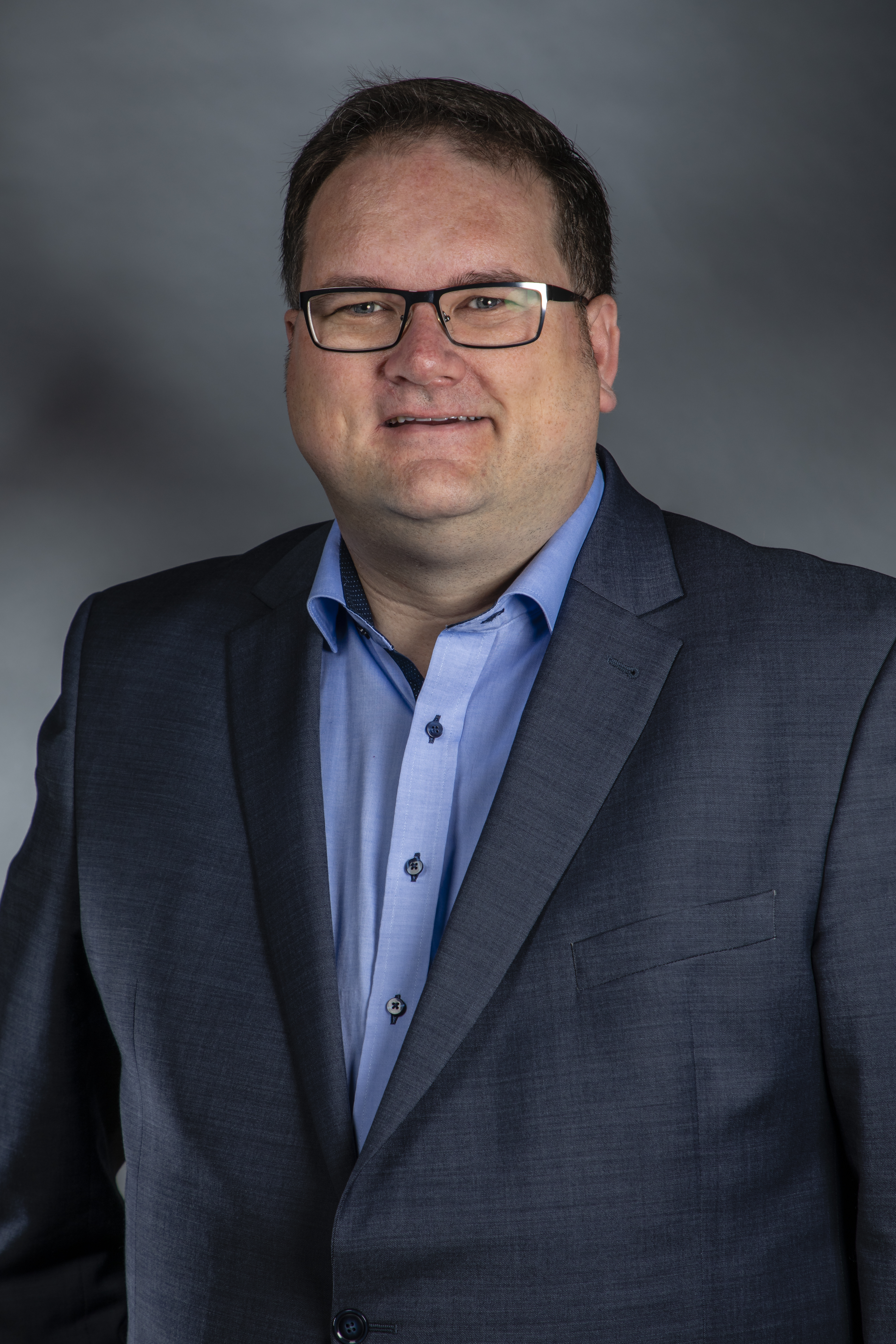
Björn Fecker (2019)

Björn Fecker (* 13. Dezember 1977 in Bremen) ist ein deutscher Politiker (Bündnis 90/Die Grünen) und ehemaliger Fußballfunktionär. Von 2007 bis 2023 war er Abgeordneter der Bremischen Bürgerschaft, wo er von 2019 bis 2023 Fraktionsvorsitzender der Grünen-Fraktion war. Er ist seit 2023 Stellvertreter des Präsidenten des Senats und Bürgermeister sowie Bremer Senator für Finanzen.

## Biografie

### Familie, Ausbildung und Beruf
Fecker machte 1996 sein Abitur am Schulzentrum Huchting. Nach dreizehn Monaten Zivildienst begann er an der Universität Bremen Jura zu studieren. Nach mehreren Semestern Jurastudium wechselte er auf ein Lehramtsstudium der Fächer Geographie und Politikwissenschaft, das er nach seinem Einzug in die Bremische Bürgerschaft nicht weiterführte.
Fecker ist verheiratet, hat einen Sohn und wohnt in Bremen-Huchting.

### Politik
Während seiner Schullaufbahn bekleidete Fecker das Amt des Schülersprechers am SZ Willakedamm und am SZ Huchting (jetzt Alexander-von-Humboldt-Gymnasium) und war Mitglied im Vorstand der Gesamtschüler*innenvertretung Bremen (GSV), für die er längere Zeit als Sachverständiger in der Bildungsdeputation war.
Zu Zeiten der Ampelkoalition (1991–1995) trat er den Bremer Grünen bei. Er war Schatzmeister und Sprecher der Grünen Jugend Bremen. Seit 1999 vertrat er die grüne Bürgerschaftsfraktion in der Deputation für Sport. Fecker gehörte dem Stadtteilbeirat Huchting zuerst als sachkundiger Bürger im Bildungsausschuss und ab 2003 als ordentliches Beiratsmitglied und stellvertretender Beiratssprecher an. Er kandidierte mit einem Votum der Grünen Jugend Bremen für die Bürgerschaftswahlen 2007 und war vom 8. Juni 2007 bis zu seinem Amtsantritt als Senator am 5. Juli 2023 Mitglied der Bürgerschaft. Von 2019 bis 2023 war er als Nachfolger von Maike Schaefer Fraktionsvorsitzender. In der Bürgerschaft war er vertreten im Haushalts- und Finanzausschuss, Rechnungsprüfungsausschuss, der Parlamentarischen Kontrollkommission und der Deputation für Inneres.
Am 5. Juli 2023 wurde Fecker zum Stellvertreter des Präsidenten des Senats und Bürgermeister sowie Bremer Senator für Finanzen im Senat Bovenschulte II gewählt.

### Sport
Fecker ist Mitglied beim FC Huchting und war dort lange Zeit als Jugendtrainer und Vorstandsmitglied aktiv. Er ist Inhaber der B-Lizenz. Vom 22. Mai 2010 bis zum 5. Juli 2023 war er Präsident des Bremer Fußball-Verbandes (BFV). Aufgrund der Ernennung zum Finanzsenator trat er von diesem Amt zurück. 2010 wurde er Vizepräsident des Norddeutschen Fußball-Verbandes. Beim Deutschen Fußball-Bund (DFB) war er Mitglied des Vorstands.